# Кульма (Кваркенський район)
Кульма́ (рос. Кульма) — село у складі Кваркенського району Оренбурзької області, Росія.
Стара назва — Кульмінський.

## Населення
Населення — 276 осіб (2010; 373 у 2002).
Національний склад (станом на 2002 рік):
- росіяни — 68 %